# Стракоша, Томас
То́мас Фотак Страко́ша (алб. Thomas Fotaq Strakosha; 19 марта 1995, Афины, Греция) — албанский футболист, вратарь греческого клуба АЕК и сборной Албании. Участник чемпионата Европы 2024.

## Биография
Томас родился в Греции, в городе Афины. Его отец — известный албанский футбольный вратарь Фотак Стракоша, сыгравший более 70 матчей за сборную.

### Ранняя карьера в футболе
Карьеру на молодёжном уровне Стракоша начал в греческом «Паниониосе» в 2011 году, откуда уже через год перешёл в римский «Лацио», где в составе молодёжной команды сразу стал основным голкипером и по итогам сезона — победителем итальянского первенства 2012/13. Спустя год Томас также стал обладателем молодёжного Кубка Италии.

### «Лацио»
После перехода в «Интер» аргентинского вратаря «Лацио» Хуана Пабло Каррисо в середине сезона 2012/13 Стракоша начинает привлекаться к матчам первой команды «бьянкочелести», но лишь числясь в заявке в качестве третьего голкипера после Федерико Маркетти и Альбано Биссарри.
Следующий год проходит для Стракоши в схожем ключе — вратарь проводит свой последний сезон в молодёжной команде, периодически привлекаясь к тренировкам с основой и попадая в заявку на её матчи.
Сезон 2014/15 не стал продуктивным для молодого игрока. Несмотря на то, что за год до этого команду покинул Альбано Биссарри, конкуренция за место в воротах протекала между Федерико Маркетти и Этритом Беришей. Тем не менее, «Лацио» не горел желанием расставаться со своим голкипером и по окончании сезона начал искать для него варианты, позволяющие получать необходимое игровое время.

#### Аренда в «Салернитане»
Сезон 2015/16 Стракоша провёл на правах аренды в Серии B в «Салернитане». Всего в рамках регулярного чемпионата футболист сыграл за команду 10 матчей и принял участие в двух кубковых встречах.

#### Возвращение и дебют в «Лацио»
По возвращении из Салерно Стракоша изначально по-прежнему не рассматривался в качестве основного вратаря «Лацио» — хотя Бериша и перешёл в «Аталанту», главным резервистом считался опытный хорват Иван Варгич, а место основного голкипера всё также было занято Маркетти. Ситуацию изменили частые травмы и всё менее надёжная игра возрастного итальянца. 20 сентября 2016 года после того, как Маркетти во время разминки получил очередную травму, наставник «Лацио» Симоне Индзаги, которому Томас был хорошо знаком по работе в молодёжной команде, сделал выбор в пользу молодого вратаря, и Стракоша дебютировал за первую команду «бьянкочелести» в игре против «Милана». В этом матче вратарь пропустил два гола, но в следующих двух играх сумел сохранить свои ворота на замке. Впоследствии в том же сезоне благодаря уверенной игре Стракоша сумел выиграть конкуренцию за место в старте и до конца чемпионата оставался основным голкипером «орлов».
Сезон 2017/18 начался для футболиста удачно — своими надёжными действиями в игре за Суперкубок против «Ювентуса» он не позволил туринцам открыть счёт в начале матча, что существенно повлияло на ход всего противостояния, и «Лацио» выиграл со счётом 3:2.

### «Брентфорд»
В июле 2022 года перешёл в английский «Брентфорд» на правах свободного агента. Контракт был подписан по схеме 3+1.

## Карьера в сборной

### Юношеские и молодёжная сборные
За сборную Албании по футболу до 19 лет футболист дебютировал 12 октября 2012 года в матче против ровесников из Италии на Молодёжном чемпионате Европы, проходившем в Литве. Матч завершился со счетом 0:3. Всего на том турнире Стракоша провел три матча, в которых пропустил 8 мячей. На следующий год он отправился со сборной в Венгрию на чемпионат Европы среди 19-летних, где, проведя три матча, пропустил 3 мяча. За «молодежку» до 21 года голкипер успел сыграть 14 матчей.

### Первая сборная
В составе главной команды своей страны Стракоша дебютировал 24 марта 2017 года в игре против сборной Италии в рамках отбора УЕФА к Чемпионату мира по футболу 2018. Матч завершился поражением албанцев со счетом 0:2.
| №  | Дата             | Оппонент             | Счёт | Голы | Сухие     | Карточки | Минуты | Соревнование             |
| -- | ---------------- | -------------------- | ---- | ---- | --------- | -------- | ------ | ------------------------ |
| 1  | 24 марта 2017    | Италия               | 0:2  | -2   | —         | —        | 90'    | Отбор ЧМ-2018 (группа G) |
| 2  | 28 марта 2017    | Босния и Герцеговина | 1:2  | -2   | —         | —        | 45'    | Товарищеский матч        |
| 3  | 4 июня 2017      | Люксембург           | 1:2  | -2   | —         | —        | 90'    | Товарищеский матч        |
| 4  | 11 июня 2017     | Израиль              | 3:0  | —    | зелёная ✓ | —        | 90'    | Отбор ЧМ-2018 (группа G) |
| 5  | 26 марта 2018    | Норвегия             | 0:1  | -1   | —         | —        | 90'    | Товарищеский матч        |
| 6  | 7 сентября 2018  | Израиль              | 1:0  | —    | зелёная ✓ | —        | 90'    | Лига наций 2018/2019 (C) |
| 7  | 10 сентября 2018 | Шотландия            | 0:2  | -2   | —         | —        | 90'    | Лига наций 2018/2019 (C) |
| 8  | 14 октября 2018  | Израиль              | 0:2  | -2   | —         | —        | 90'    | Лига наций 2018/2019 (C) |
| 9  | 7 сентября 2019  | Франция              | 1:4  | -4   | —         | —        | 90'    | Отбор ЧЕ-2020 (группа H) |
| 10 | 10 сентября 2019 | Исландия             | 4:2  | -2   | —         | 81'      | 90'    | Отбор ЧЕ-2020 (группа H) |
| 11 | 11 октября 2019  | Турция               | 0:1  | -1   | —         | —        | 90'    | Отбор ЧЕ-2020 (группа H) |
| 12 | 14 октября 2019  | Молдова              | 4:0  | —    | зелёная ✓ | —        | 90'    | Отбор ЧЕ-2020 (группа H) |

Итого: сыграно матчей: 12 / сухих:3 / пропущено голов: 18; победы: 4, ничьи: 0, поражения: 8.

## Достижения
«Лацио»
- Обладатель Кубка Италии (2): 2012/13, 2018/19
- Обладатель Суперкубка Италии (2): 2017, 2019

## Примечание
1. ↑  S.S.Lazio | Tesserati | Prima Squadra. Дата обращения: 13 ноября 2018. Архивировано 13 ноября 2018 года.
2. ↑  Gianni Verschueren. Lazio Stun Juventus in 3-2 Thriller to Win Italian Super Cup. Bleacher Report (13 августа 2017). Дата обращения: 13 августа 2017. Архивировано 13 сентября 2017 года.
3. ↑  Карнаухов, Андрей (15 июля 2022). Экс-вратарь «Лацио» Стракоша перешел в «Брентфорд». Sports.ru. Дата обращения: 5 января 2024.